# Lustrzana Szczelina
Lustrzana Szczelina – jaskinia, a właściwie schronisko, w Dolinie Kościeliskiej w Tatrach Zachodnich. Wejście do niej położone jest we wschodnim zboczu Wąwozu Kraków, w jego górnej części, powyżej odgałęzienia Żlebu Trzynastu Progów, na wysokości 1440 metrów n.p.m. Jaskinia jest pozioma, a jej długość wynosi 10 metrów.

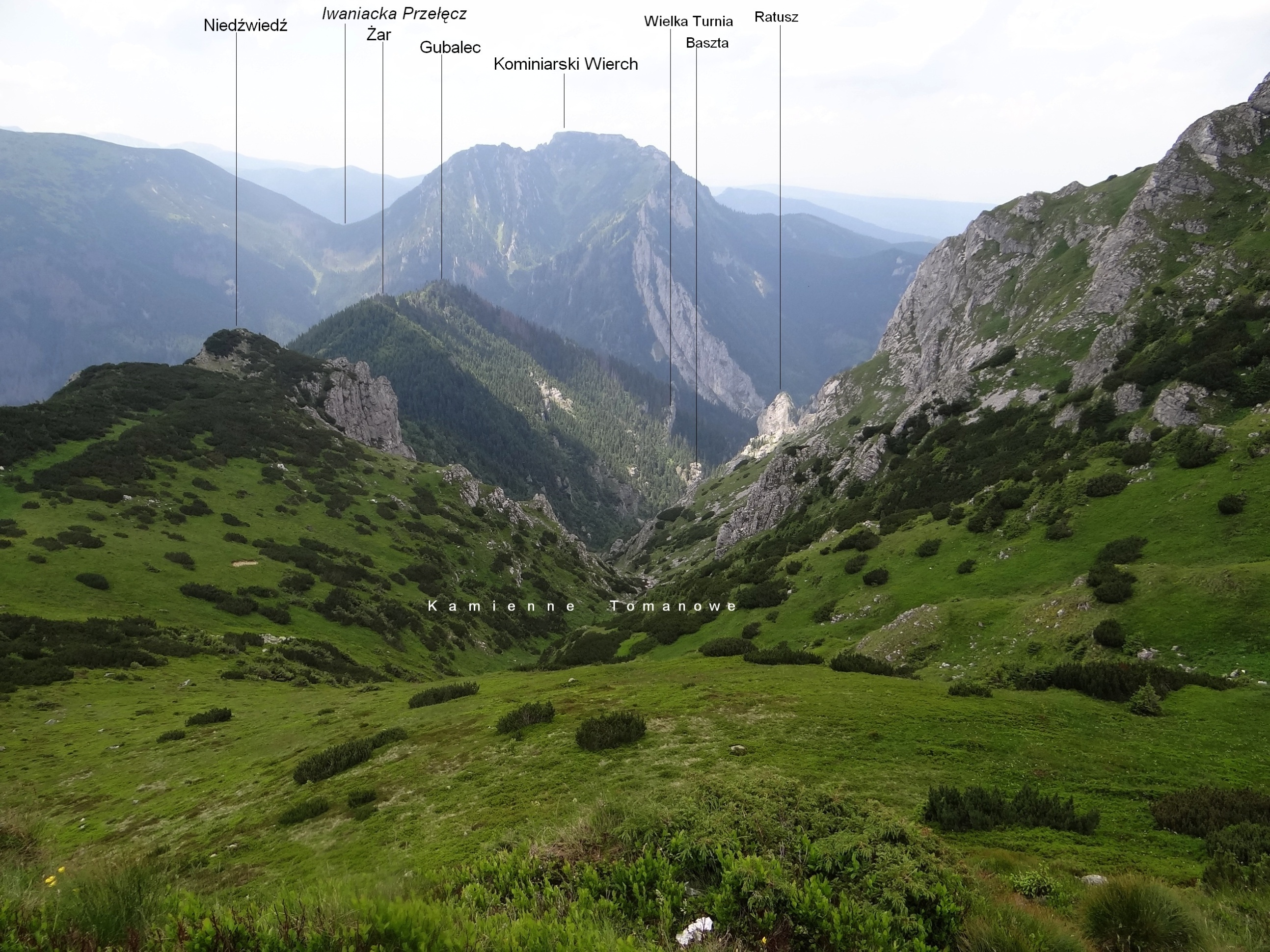
Górna część Wąwozu Kraków

## Opis jaskini
Jaskinię stanowi poziomy korytarzyk zaczynający się w szczelinowym otworze wejściowym, a kończący szczeliną nie do przejścia.

## Przyroda
W jaskini brak jest nacieków. Ściany są wilgotne, wszędzie występuje roślinność.

## Historia odkryć
Jaskinia była znana od dawna. Jej pierwszy plan i opis sporządził R. M. Kardaś przy współpracy A. Oleckiej w 1977 roku.